# Diego Ribas da Cunha
Diego Ribas da Cunha, Diego, född 28 februari 1985 i Ribeirão Preto, är en brasiliansk fotbollsspelare med landslagsmeriter som spelar i brazilska Flamengo. Han är 175 cm lång och spelar som offensiv mittfältare. Han har spelat för Santos (Brasilien), Porto (Portugal), Werder Bremen (Tyskland), Juventus FC (Italien), VfL Wolfsburg (Tyskland),  Atlético Madrid (Spanien) och Fenerbahçe (Turkiet).
Titlar: Brasiliansk ligamästare 2002, 2004 (Santos), Copa America 2004, Portugisisk ligamästare 2006 (Porto). Den 25 maj 2009 blev Diego klar för Juventus för cirka 245 miljoner kr.